# محرك (ترتيب اسطوانات خطي)

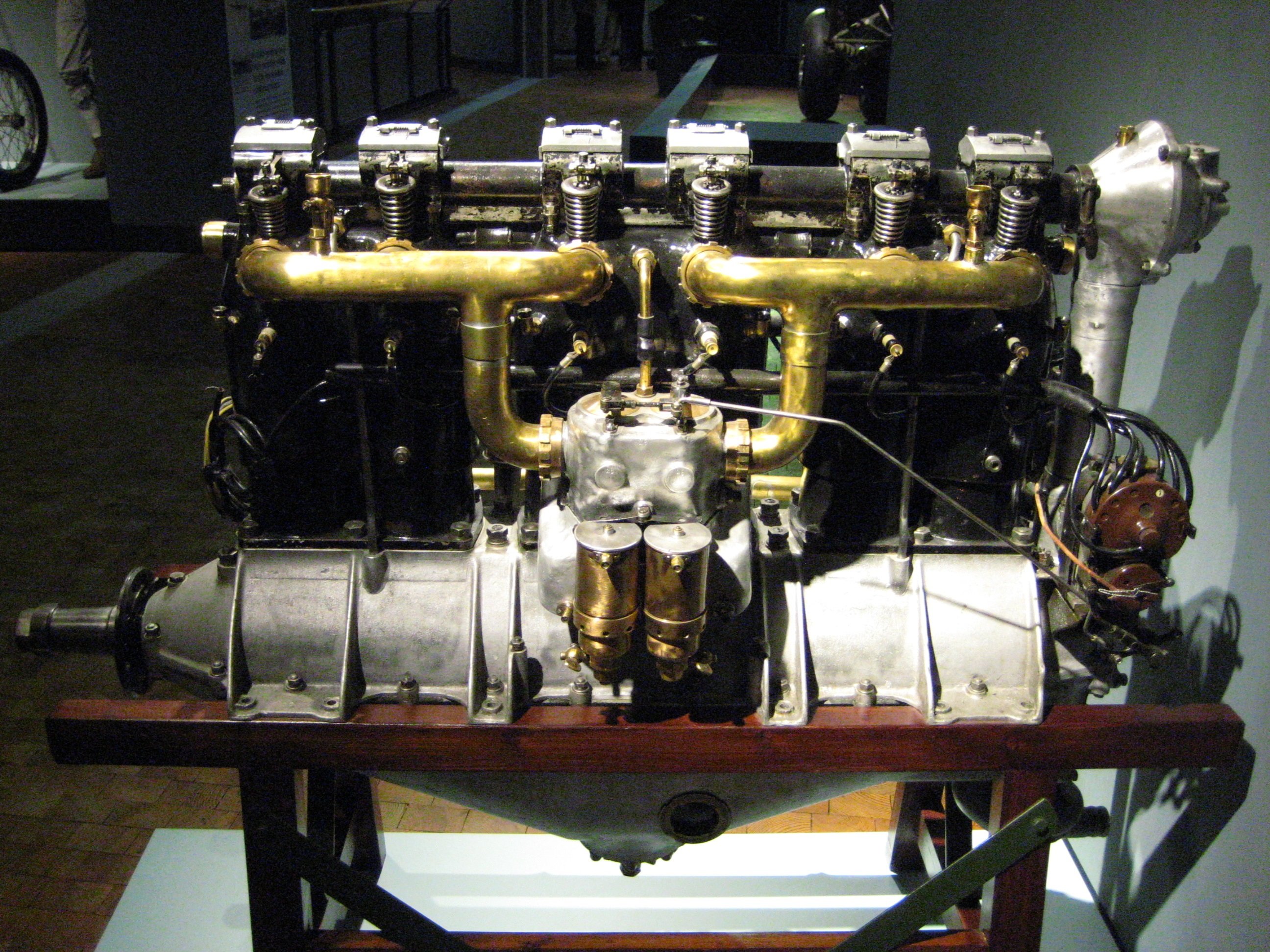
محرك ديلمر

في علم الطيران،المحرك ذو ترتيب الاسطوانات الخطي هو محرك متردد يحتوي على مجموعات من الاسطوانات واحدة وراء الأخري مكونة صفوف من الاسطوانات وتحتوي كل مجموعة علي أي عدد من الاسطوانات لكن نادرًا ما يزيد عدد الاسطوانات عن 6 اسطوانات في المجموعة الواحدة.

## الاشكال المختلفة

### محرك مستقيم
هو محرك يحتوي على مجموعة واحدة من الاسطوانات والتي من الممكن وضعها بأي زاوية سواء مقلوبة أو معتدلة.(امثلة: محرك ايه دى سى سيروس المعتدل ومحرك دي هيلفلاند جيبسى ميجور المقلوب)

### محرك شكل V
هي محركات تحتوي علي مجموعتين من الاسطوانات بينهما زاوية أقل من 180° يعملان علي عمود مرفق واحد، وعادة ما يكون معتدل أو مقلوب (مثال: محرك ليبرتى ال-12 المعتدل ومحرك أرجوس ايه اس 410 المقلوب).

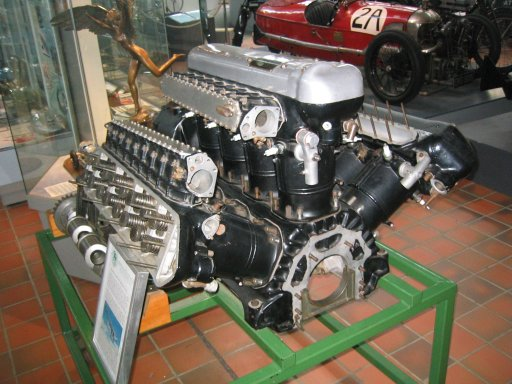
محرك نابيار ليون شكل W ذو 12 اسطوانة

### محرك سطحي
هو محرك يحتوي على مجموعتين من الاسطوانات بينهما زاوية 180° والاثنين يعملان علي عمود مرفق واحد، واما يكون عمود المرفق رأسي أو افقى وغالبًا ما يتم استخدام الافقي في الطائرات والرأسي يتم استخدامه في الطائرات العمودية.(مثال: محرك كونتنينتال أو-190 الافقي ومحرك فرانكلين 6 ايه سى في-245 الرأسي)

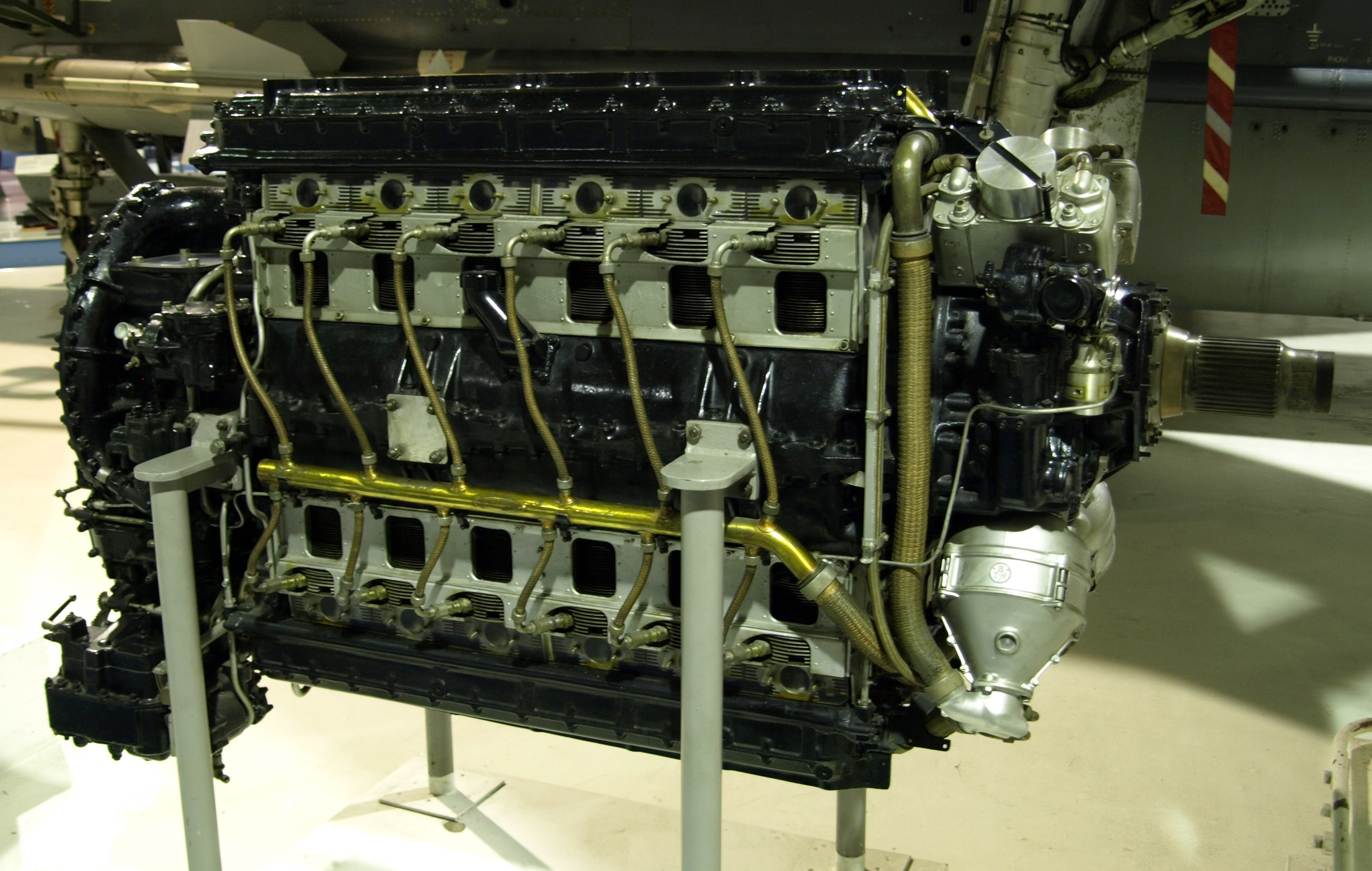
محرك نابيار دوجر علي شكل H ذو 24 اسطوانة معروض في متحف القوات الجويةالملكية البريطانية.

### محرك شكل W
هي محركات تستخدم ثلات مجموعات من الاسطوانات جميعًا يعملون علي عمود مرفق واحدو ويتم ترتيبها بحيث تكون الزاوية بين المجموعة الاولي والثالثة 180° أو اقل بقليل.(مثالمحرك لوريان 12 ايه بى المعتدل ومحرك نابيار ليونيس).

### محرك شكل X
هو محرك يحتوي على أكثر من مجموعة من الاسطوانات ويتم وضعهم حول عمود مرفق مشترك لتعمل جميع مجموعات الاسطوانات عليه.(مثال: محرك رولز رويس فولتشر ومحرك نابيار كوب)

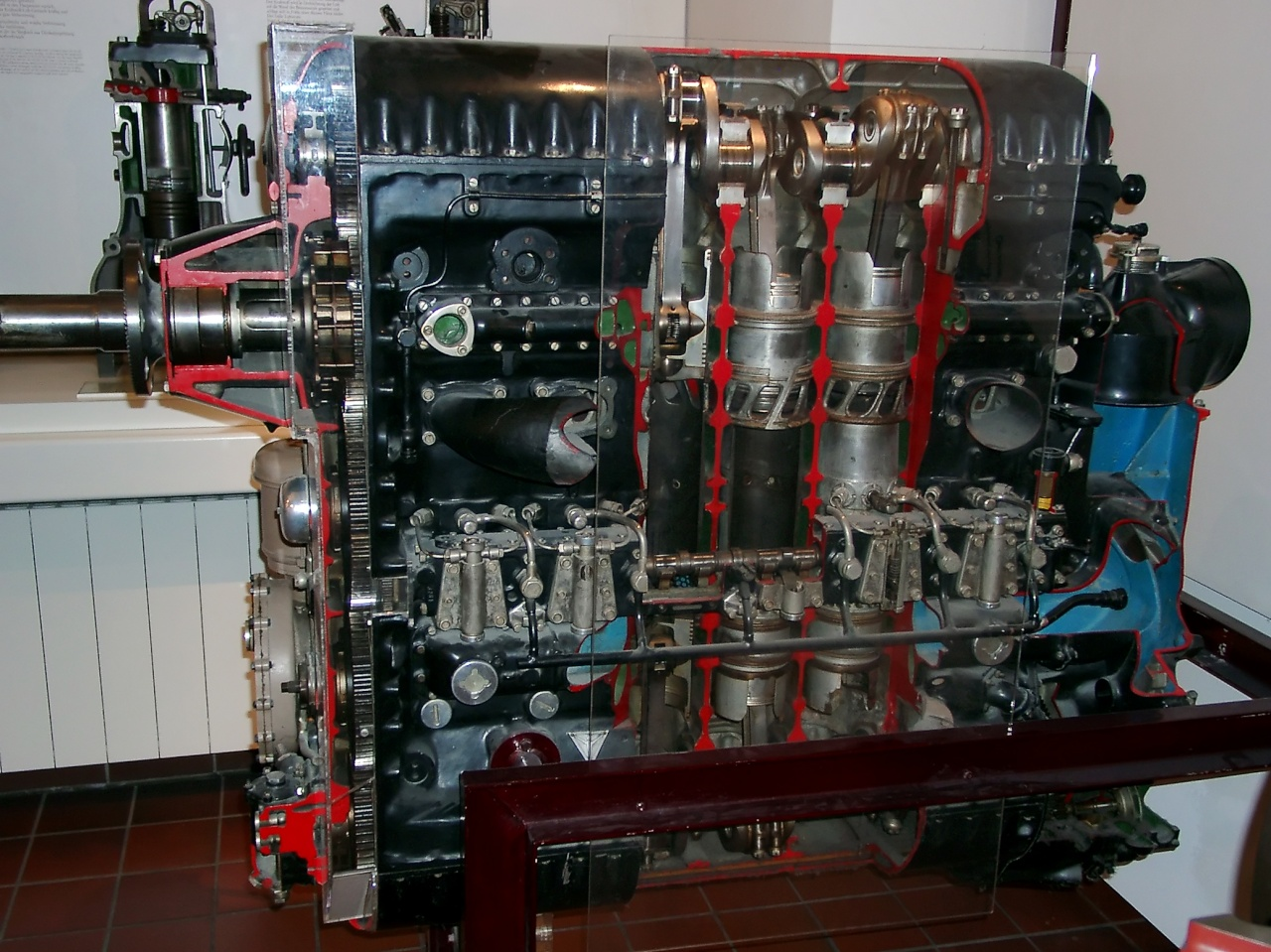
مقطع عرضي في محرك جومو 205 ذو الشوطين يحتوي علي مكبسين متقابلين

### محرك شكل مروحة
هي محركات تحتوي علي أكثر من ثلاث مجموعات من الاسطوانات بزاوية 180° أو اقل بين المجموعة الاولي والثالثة مثل محرك شكل W.

### محرك شكل U

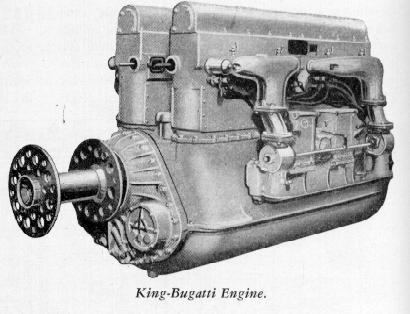
محرك بوجاتي علي شكل U ذو 16 اسطوانة

هي محركات تحتوي علي مجموعتين من الاسطوانات بجانب بعض لكل مجموعة عمود مرفق خاص بها، وفي النهاية تكون القدرة الخارجة هي مجموع قدرتي عمودي المرفق.(مثل محرك بوجاتي يو-16)

### محرك شكل H
هي محركات تحتوي علي أربع مجموعات من الاسطوانات كل مجموعتين يشتركان في عمود مرفق واحد والقدرة النهائية الخارجة من المحرك هي مجموع قدرتي عمودي المرفق، ومن الممكن استخدامه في وضع افقي أو رأسي.(مثال: محرك نابيار سبر الافقي ومحرك نابيار داجير الرأسي)

### محرك ذومكابسمتقابلة
هي محركات ذات شوطين، هما الانضغاط والإشعال، وتحتوي علي مجموعة واحدة من الاسطوانات تعمل علي عمودين مرفقين حيث تتحرك المكابس ناحية بعضها في غرفة احتراق واحدة. (مثل محرك جيمو 207)

### محرك ديلتك
هو محرك يحتوي على ثلاث مجموعات من المكابس المتقابلة وموضوعة على شكل مثلث (مثل محرك نابيار ديلتك)

### محرك شكل معين
محرك يحتوي على ى مجموعة أو أكثر من الاسطوانات مرتبة على شكل مربع ولكل مجموعة عمود مرفق خاص بها والقدرة الخارجة من المحرك تكون مجموع قدرات عمدان المرفق.(مثل محرك جومو 223)

## المجموعات المتعددة
هي محركات تحتوي علي أكثر من مجموعتين من الاسطوانات مرتبة بحيث يكون لها عمود مرفق مشترك وتكون الزاوية بين المجموعة الاولي والاخير أكبر من 180° ويكون لها اشكال مختلفة

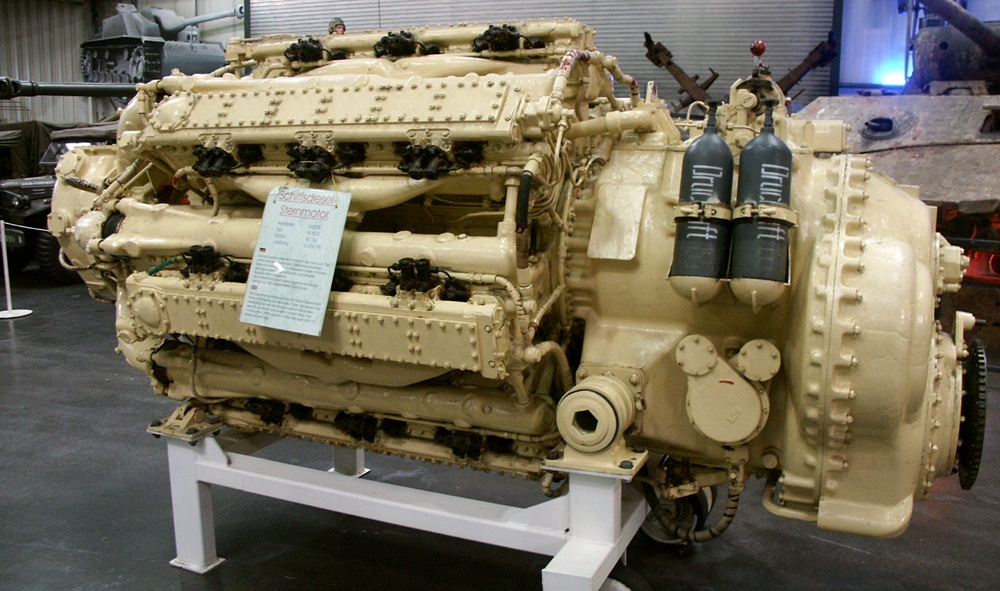
محرك يو اس اس ار البحري الدائري ذو 42 اسطوانة

- شكل نجم
- شكل دائري

## محرك مقلوب

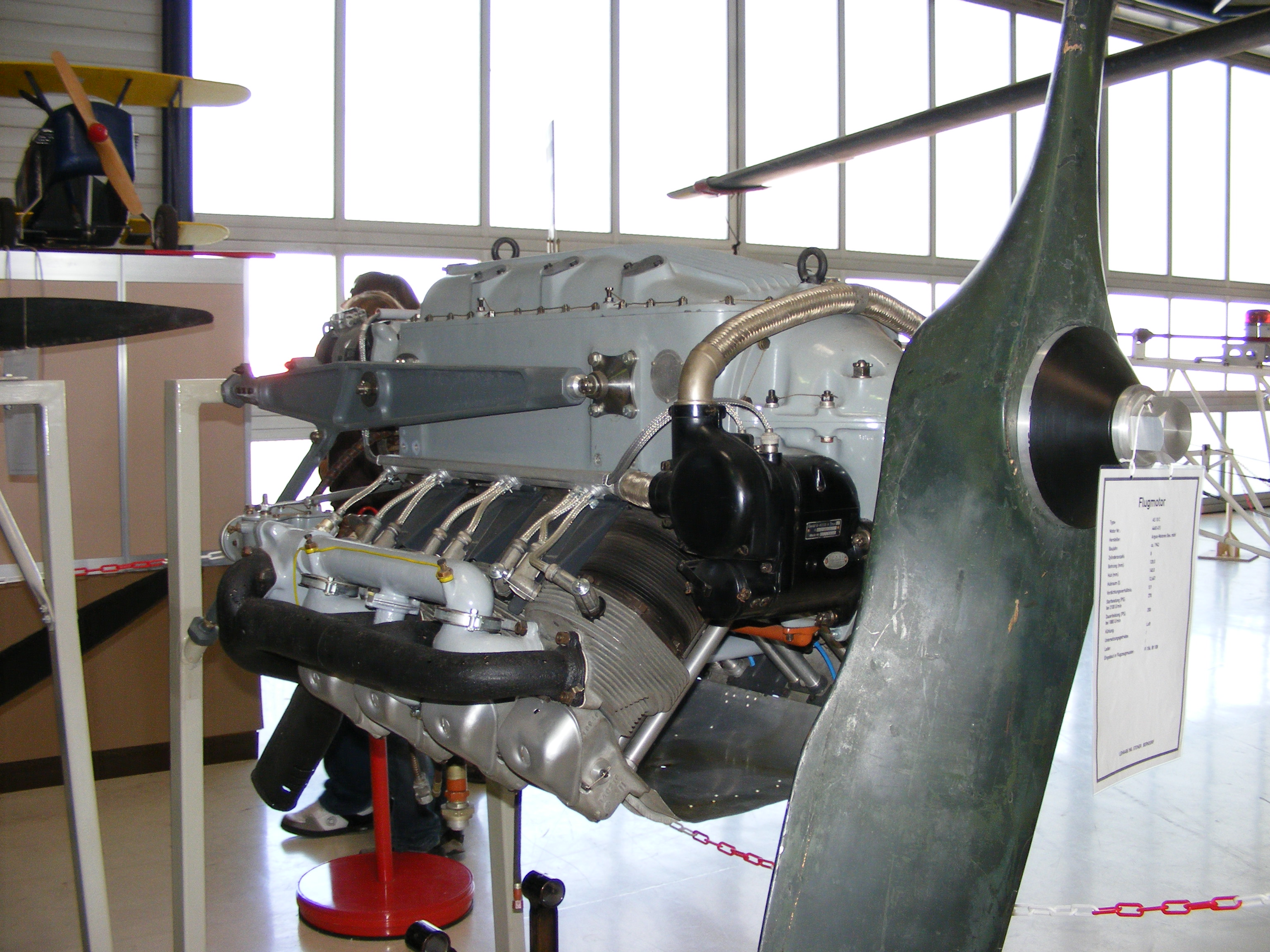
محرك ارجوس ايه اس 10 المقلوب والذي يتم تبريده بالهواء

بعض محركات الطائرات ذات الترتيب الخطي للاسطوانات بما فيها محرك دي هيلفلاند جيبسى ميجور تم تصميمها ليتم تركيبها في هيكل الطائرة في وضع مقلوب حيث يكون عمود المرفق في الأعلي ويكون سطح الاسطوانات والمكابس لأسفل.
- المزايا: تحسين رؤية الطيار

القابلية للوصول لمجمع السحب والاسطوانات عند الصيانة علي الأرض.